# Cécile Sorel
Pour les articles homonymes, voir Sorel.
Céline Émilie Seurre, dite Cécile Sorel, comtesse de Ségur par son mariage, née le 7 septembre 1873 à Paris et morte le 3 septembre 1966 à Hennequeville dans la commune de Trouville-sur-Mer (Calvados) chez M Robert Jauneaux à la villa Rejane, est une comédienne française. 
Jouissant d'une très grande popularité, elle côtoie les plus grandes personnalités de son temps, au nombre desquelles Clemenceau, Rostand, Guitry… Reine des planches, ses apparitions publiques, le plus souvent dans des costumes extravagants, font à son époque sensation. Elle est aussi une « victime » privilégiée des chansonniers et imitateurs, qui caricaturent sa personnalité grandiloquente et ses bijoux fabuleux, surtout à la fin de sa vie.

## Biographie

### LaBelle Époqueet lesAnnées folles

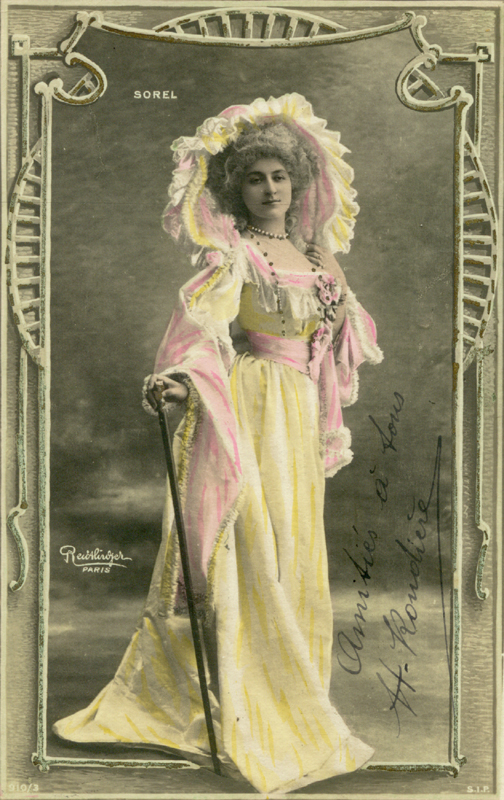
Sorel, « star » française de la Belle Époque.

Cécile Sorel est très tôt attirée par le théâtre. Élève de Delaunay et de Mademoiselle Favart, elle est, durant les premières années de sa carrière, une représentante du théâtre dit « léger ». C'est à cette période qu'un de ses admirateurs, le jeune Vladimir Chtchoukine (il meurt à 25 ans en 1893), tombe fou amoureux d'elle ; il réussit à l'inviter à souper en lui adressant par un employé du théâtre sa carte accompagnée d'un billet de mille francs, soit environ dix mille euros actuels (Natalia Semenova et André Delocque, Chtchoukine -  Le patron de l'art moderne, La collection Chtchoukine, 2016, p. 49).
En 1899, elle fait son entrée à l'Odéon et, en 1901, à la Comédie-Française, où elle se spécialise dans les emplois de « grandes coquettes ». Son style est très reconnaissable et serait considéré aujourd'hui comme outré, au ton déclamatoire et à la diction « surarticulée » – c'était aussi, à la même époque, le style de Sarah Bernhardt. Comme cette dernière, elle est notamment associée au rôle de Célimène du Misanthrope de Molière. Élue 339e sociétaire de la Comédie-Française en 1904, Cécile Sorel le restera jusqu'en 1933.
Éternelle fiancée de Whitney Warren, un Américain richissime, elle se marie finalement, et contre toute attente, avec le comte de Ségur-Lamoignon, arrière-petit-fils de la comtesse de Ségur, acteur jugé médiocre, appelé Guillaume de Sax à la scène. Plus de quinze ans séparent les époux, et ce mariage donne lieu aux moqueries les plus cruelles : on appelle le couple « la fossile et le marteau », « la belle et le bête », etc. Cécile conservera le titre de comtesse de Ségur jusqu'à la fin de sa vie. Elle était amoureuse de Guillaume de Ségur qui était beau et séduisant, mais elle ne pouvait lui donner d'enfants. Il eut deux enfants adultérins, Béatrice et Victoire, avec sa maîtresse, Madeleine Monier, mais le couple ne divorça pas.

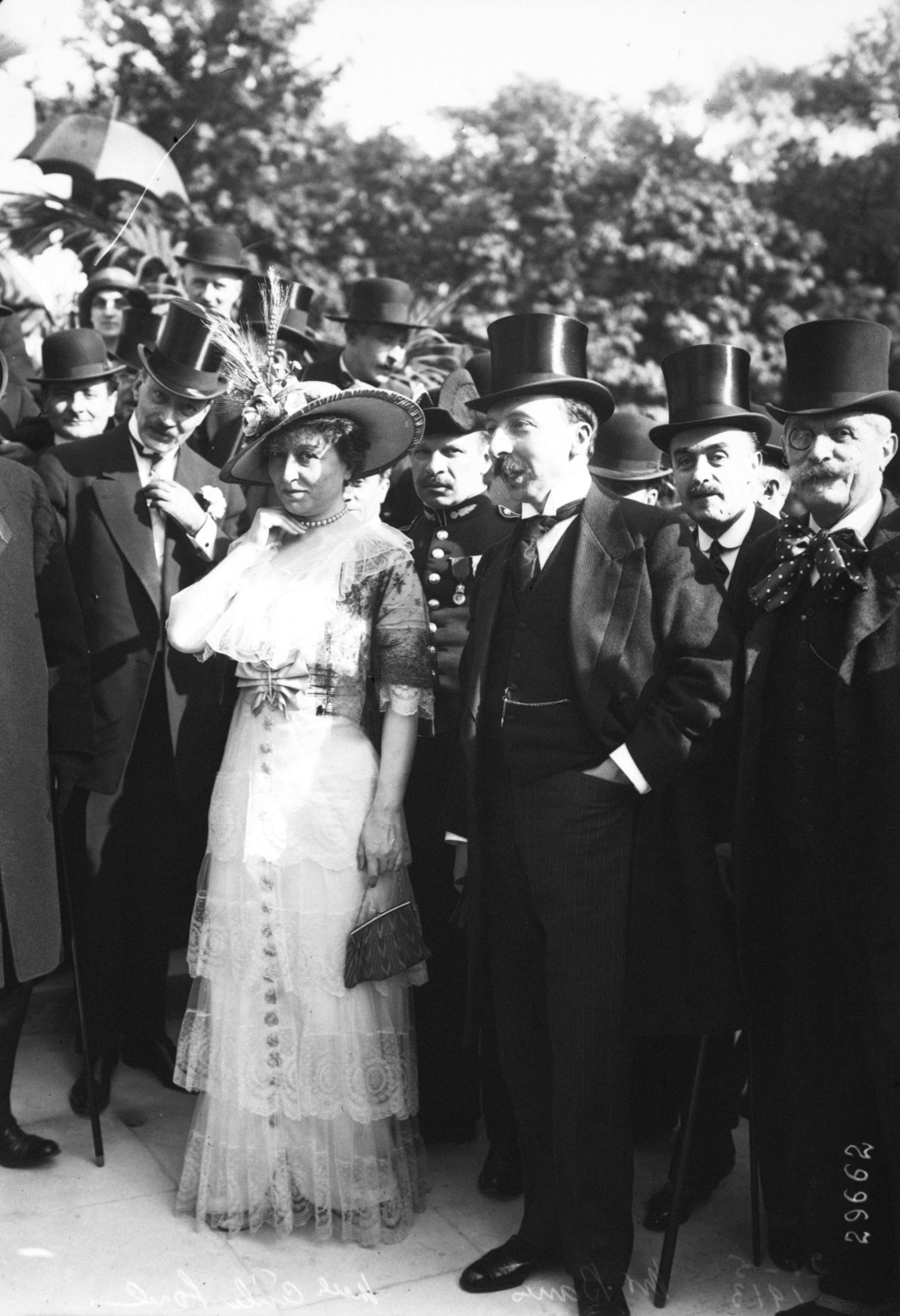
Cécile Sorel et Maurice Barrès au jardin des Tuileries lors de l'inauguration du monument André Le Nôtre en 1913.

Elle devient une amie proche de l'historien d'art Gustave Larroumet, de Maurice Escande, de Clemenceau, qui en a brossé ce savoureux portrait : « Une sorte de travesti empanaché. À travers les plumes, j'ai fini par reconnaître l'autruche. Elle s'était surpassée, ce qui me paraissait impossible. Une robe pour le Carnaval de Rio ou le couronnement du roi Pausole. », et qui sut un jour la remercier d'un envoi de... chrysanthèmes par ces mots : « Merci de vos admirables fleurs, par lesquelles il vous a plu d'humilier ma vieillesse. ».
Elle fréquente aussi Maurice Barrès, dont Clemenceau dit qu'elle fut très brièvement la maîtresse, et Félix Faure.
Le 14 mars 1933, lors de la première de la revue Vive Paris dans laquelle elle interprète Célimène, et après avoir descendu avec succès le grand escalier Dorian du Casino de Paris, elle lance à Mistinguett placée à l'avant-scène le fameux « L'ai-je bien descendu ? ». 
Écouter Cécile Sorel prononçant son « L'ai-je bien descendu ? » : 
En 1937, elle tourne un petit rôle auto-allusif, la courtisane - très âgée - dans Les Perles de la couronne de Sacha Guitry.
En 1941, elle tourne un rôle inspiré par son propre personnage public, (La Clermont), dans Les Petits riens, un film à sketches de Raymond Leboursier.
Le 19 avril 1944, elle échappe de peu au bombardement du Théâtre-Français à Rouen où elle venait de donner une représentation du Roi Christine.

### Après la Seconde Guerre mondiale

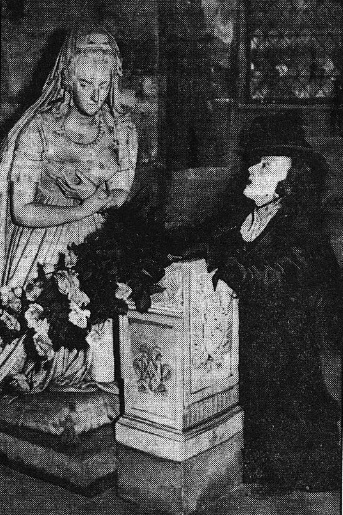
Cécile Sorel fleurissant l'orant de Marie-Antoinette, en 1941.

À la Libération, elle est inquiétée, peut-être parce qu'elle apparaît plusieurs fois dans le journal collaborationniste Le Matin, notamment en une du numéro du 17 octobre 1941, où on la voit en photo en train de fleurir le priant de Marie-Antoinette à la basilique Saint-Denis, mais surtout en raison d'une lettre écrite en allemand, retrouvée dans les papiers de la Gestapo, datant du 12 juin 1942, signée « Cécile Sorel, Gräfin van Segur », dans laquelle elle demande au général commandant du Grand Paris l'attribution d'un appartement situé à Paris quai d'Orsay dont le propriétaire, juif, a fui la capitale. Dans cette lettre, elle indique mettre son « influence, en matière d'art, au service de la collaboration franco-allemande la plus étroite ». La commission d'épuration du spectacle la frappe d'une année d'interdiction d'exercer son métier. À propos de sa fréquentation des Allemands, elle dit : « Les Allemands n'auraient jamais mis les pieds chez moi si vous ne les aviez pas laissés entrer ! ».
À Biarritz, elle habite soit à la villa Mirasol, près de l'hôtel du Palais, soit dans une suite qu'elle loue à l'année à l'hôtel Continental.
À Paris, elle habite un hôtel particulier au 21 de la rue Le Sueur, qui est racheté en mai 1941 par le sinistre docteur Petiot.
Le 6 novembre 1945, son mari décède. Le 15 août 1950, elle est saisie d'une « conversion », à la suite de laquelle elle prononce ses vœux dans le tiers-ordre franciscain – comme l'avait fait l'« autre » comtesse de Ségur avant elle – à la chapelle des Carmes de Bayonne ; elle prend le nom de sœur sainte Cécile de l'Enfant-Jésus. Ses dernières années sont consacrées à l'écriture et à la foi. Elle apparaît encore, cependant, dans une émission télévisée consacrée à sa carrière en 1965.

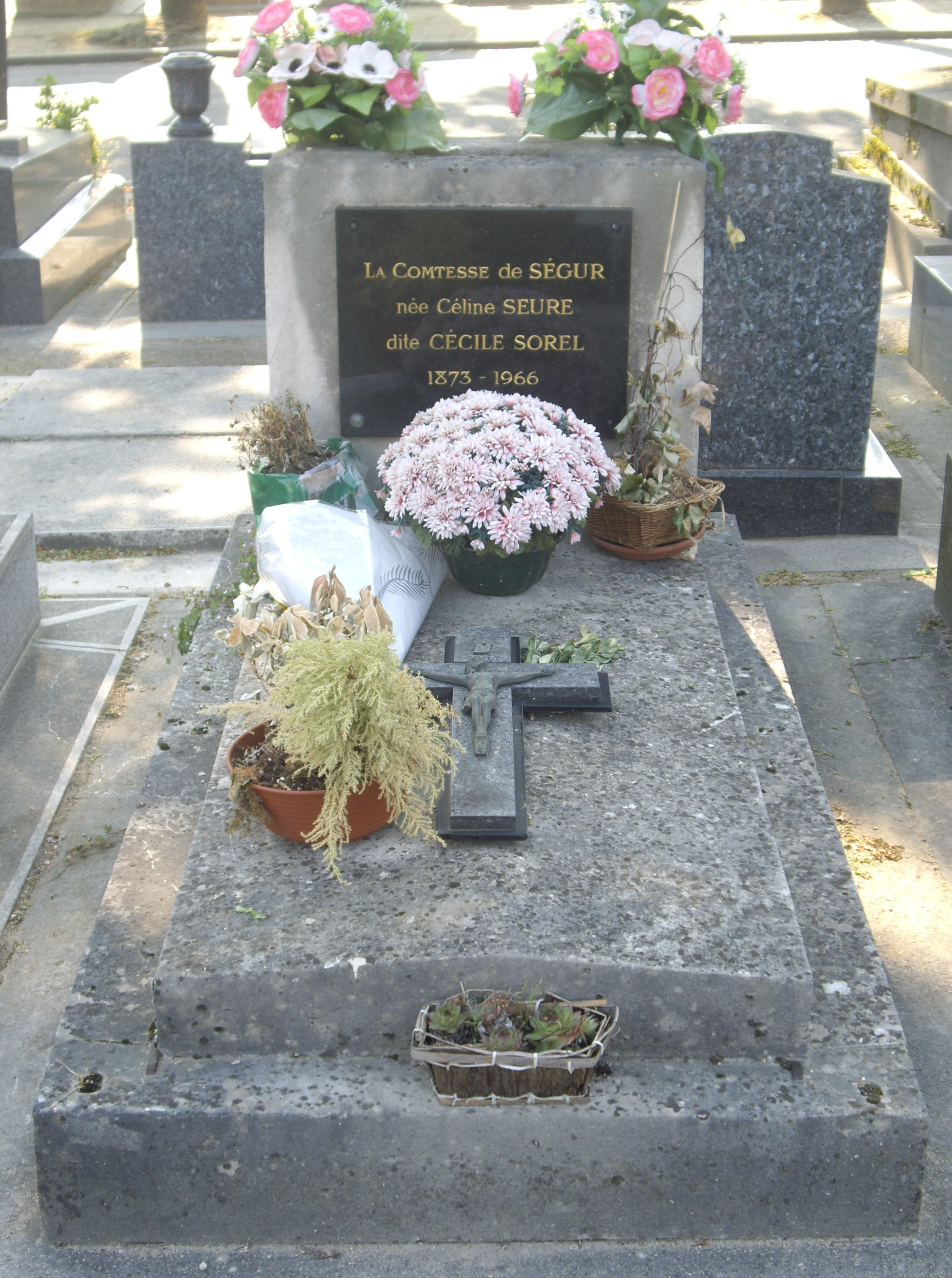
Tombe de Cécile Sorel au cimetière du Montparnasse (division 9).

Elle meurt en 1966, âgée de quatre-vingt-douze ans, des suites d'une fracture du col du fémur, à la villa Réjane de Hennequeville de Trouville-sur-Mer, que louait Jean Dupuy, dit le « baron Barclay » au propriétaire Robert Jauneaux ; elle s'est éteinte en murmurant au neveu de M. Jauneaux âgé de 5 ans : « Je remercie Dieu de m'avoir permis d'ensoleiller mon époque et de m'avoir donné une vie si magnifique ». On a dit d'elle : « Elle a vécu ce que vivent les roses, les roses en fer forgé ».
Elle est inhumée au cimetière du Montparnasse (division 9) à Paris.

## Hommages

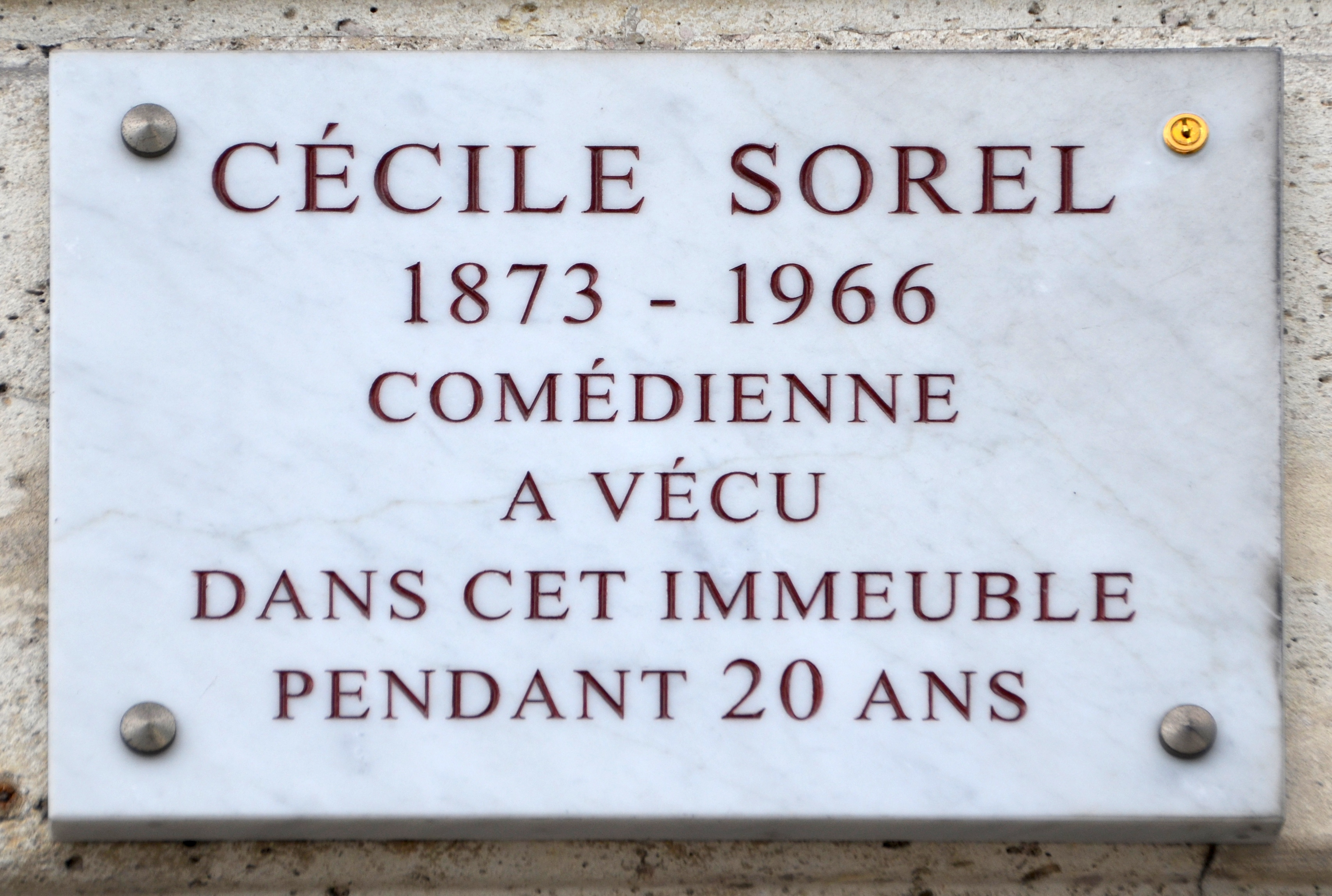
Plaque au 7 quai Voltaire.

- L'actrice est représentée sur la fresque en trompe-l'œil peinte par Charles Hoffbauer au plafond de la coupole du château d'Artigny à Montbazon, ancienne propriété du richissime parfumeur François Coty.
- Un collège de la commune de Mériel porte son nom.
- Elle a vécu pendant vingt ans au no 7 quai Voltaire (7e arrondissement de Paris), où une plaque lui rend hommage.

## Théâtre

### Avant la Comédie-Française
- 1893 : Madame Sans-Gêne de Victorien Sardou et Emile Moreau, Théâtre du Vaudeville : Mme de Rovigo
- 1896 : Amoureuse de Georges de Porto-Riche, Théâtre du Vaudeville : Mme de Chazal
- 1896 : Lysistrata de Maurice Donnay d'après Aristophane, Théâtre du Vaudeville : Philinna
- 1898 : Les Transatlantiques d'Abel Hermant, Théâtre du Vaudeville : Valentine Chesnet
- 1899 : Les Antibel d'Émile Pouvillon et Armand d'Artois, Théâtre de l'Odéon : Jane
- 1900 : Les Princesses de légende, spectacle poétique de Jean Lorrain, Théâtre de l'Odéon : Oriane
- 1900 : Château historique d'Alexandre Bisson et Julien Berr de Turique, Théâtre de l'Odéon

### Comédie-Française

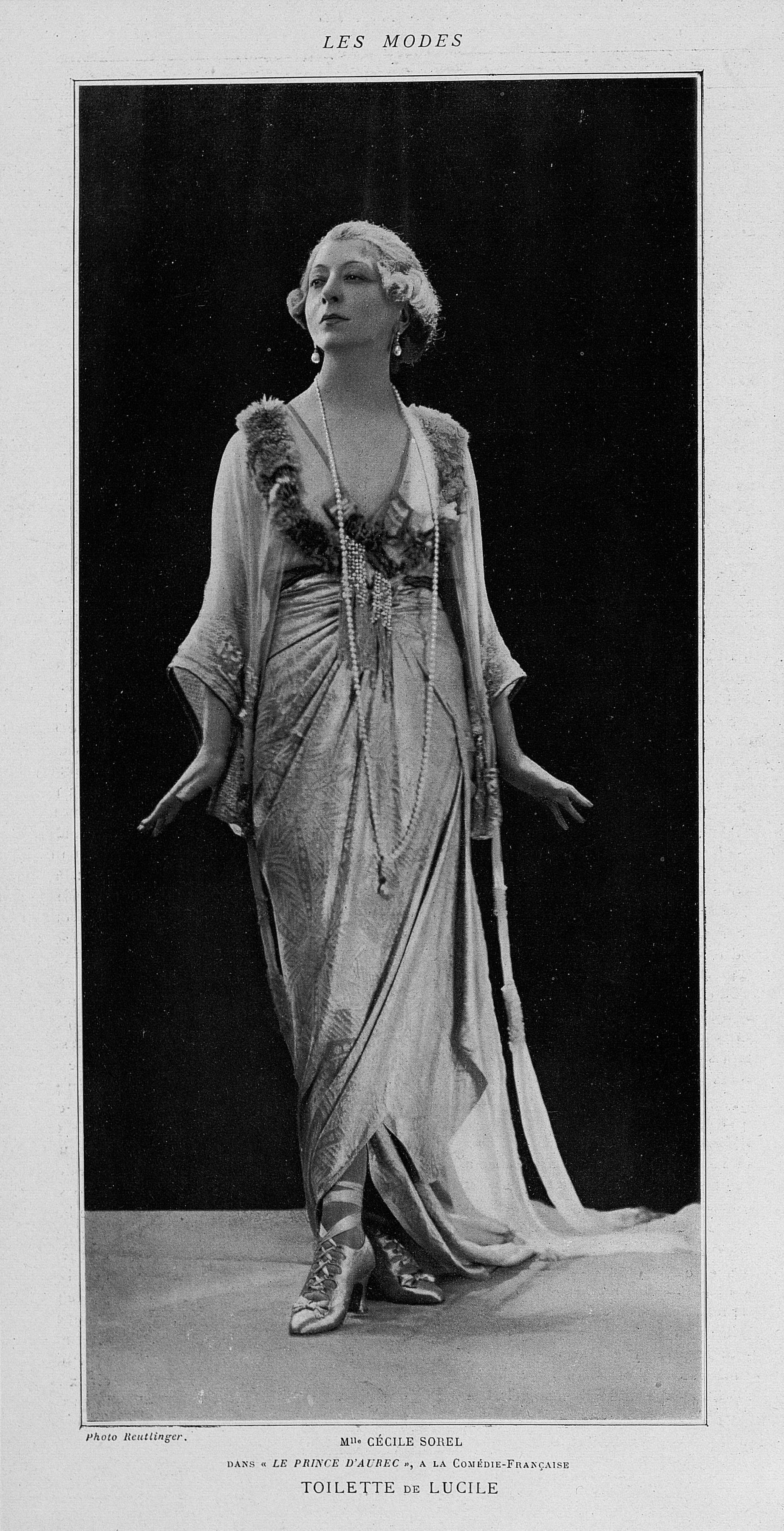
Cécile Sorel, en 1920, par Reutlinger.

- Entrée à la Comédie-Française en 1901
- Sociétaire de 1904 à 1933
- 339e sociétaire

- 1901 : Chérubin de Francis de Croisset : la Cloé
- 1901 : Le Marquis de Priola de Henri Lavedan : Mme Savières
- 1902 : Le Marquis de Priola de Henri Lavedan (reprise) : Mme Savières
- 1902 : Le Plaisir de rompre de Jules Renard : Blanche
- 1902 : L'Autre Danger de Maurice Donnay : Mme Lacorte
- 1903 : Le Misanthrope de Molière : Célimène (65 fois de 1903 à 1933)
- 1904 : Le Mariage de Figaro de Beaumarchais : La comtesse (117 fois de 1904 à 1931)
- 1904 : Le Paon de Francis de Croisset : Lucinde
- 1905 : Les Deux Hommes d'Alfred Capus : Jacqueline Evrard
- 1906 : Les Caprices de Marianne d'Alfred de Musset : Marianne
- 1906 : Poliche de Henry Bataille : Rosine de Rinck
- 1907 : L'Étincelle d'Édouard Pailleron : Mme de Renat
- 1907 : Monsieur Alphonse d'Alexandre Dumas fils : Raymonde de Montaiglin
- 1907 : Chacun sa vie de Gustave Guiches et Pierre-Barthélemy Gheusi : Henriette Desclos
- 1908 : Les Deux Hommes d'Alfred Capus : Jacqueline Evrard
- 1909 : Le Masque et le bandeau d'Albert Flament : Marie de Mourgues
- 1909 : La Rencontre de Pierre Berton : Camille de Lançay
- 1912 : Sapho d'Alphonse Daudet et Adolphe Belot : Fanny Legrand
- 1913 : Vouloir de Gustave Guiches : Laurence
- 1914 : L'Envolée de Gaston Devore : Mme Derembourg
- 1915 : Le Mariage forcé de Molière : Dorimène
- 1917 : Manon en voyage opéra comique en 1 acte de Jules Massenet et Claude Terrasse, théâtre Édouard-VII
- 1921 : Les Fâcheux de Molière : Climène
- 1922 : Le Mariage forcé de Molière : Dorimène
- 1922 : Marion de Lorme de Victor Hugo : Marion de Lorme
- 1923 : La Mégère apprivoisée de William Shakespeare : Catharina
- 1923 : Poliche de Henry Bataille : Rosine de Rinck

### Après la Comédie-Française

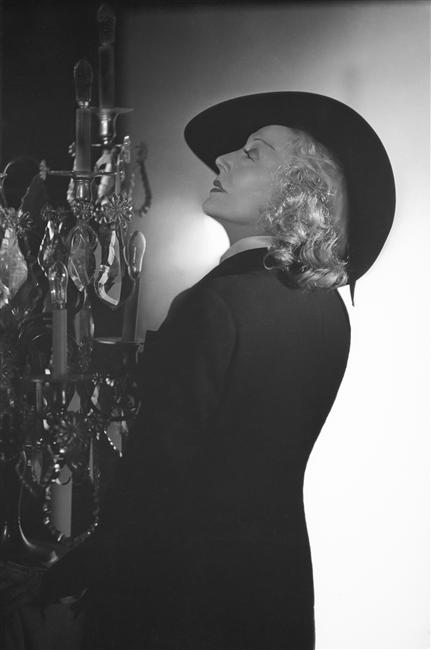
Cécile Sorel en 1938 (photo studio Harcourt).

- 1944 : Le Roi Christine de Marcelle Maurette, théâtre Édouard-VII, Théâtre-Français Rouen

## Filmographie
- 1909 : La Tosca d'André Calmette et Charles Le Bargy
- 1909 : Le crime à Zidore de Maurice de Féraudy
- 1937 : Les Perles de la couronne de Sacha Guitry et Christian-Jaque
- 1941 : L'An 40 de Fernand Rivers
- 1942 : Les Petits Riens de Raymond Leboursier